# Meteorus haimowitzi
Meteorus haimowitzi (лат.) — вид паразитических наездников рода Meteorus из семейства Braconidae. Центральная Америка: Коста-Рика. Назван в честь энтомолога Larry Haimowitz.

## Описание
Мелкие наездники, длина около 6 мм. Основная окраска тела коричневая с жёлтыми и тёмными отметинами. От близких видов отличаются следующими признаками: затылочный киль полный; оцеллии крупные, расстояние между оцеллиями равно 0,3 × диаметра оцеллия; фасеточные глаза также крупные, высота головы равна 1,3 × высота глаза; щёчное пространство очень короткое, длина щеки 0,1 × ширины жвалы в основании; нотаули мелкие, неразличимые и морщинистые; задний тазик полосатый; коготки лапок с большой лопастью; дорсопе отсутствует; вентральные границы первого тергита полностью срослись на половину сегмента; мезоплевры полностью жёлтые; заднеспинка сверху коричневая, латерально жёлтая. Усики самок тонкие, нитевидные, состоят из 31 члеников. Первый брюшной тергит стебельчатый (петиоль короткий). Нижнегубные щупики состоят из 3 сегментов. Трохантеллюс (2-й вертлуг) отделён от бедра. В переднем крыле развита 2-я радиомедиальная жилка. Предположительно, как и другие виды рода эндопаразитоиды гусениц бабочек или личинок жуков. Вид был впервые описан в 2015 году американскими энтомологами Helmuth Aguirre, Scott Richard Shaw (University of Wyoming, Department of Ecosystem Science and Management, Laramie, Вайоминг, США) и Luis Felipe Ventura De Almeida (Universidade Federal de São Carlos, Departamento de Ecologia e Biologia Evolutiva, São Carlos, Бразилия).